# Mollet
Cet article possède un paronyme, voir Molay.
Pour les articles homonymes, voir Mollet (homonymie) et Sural.

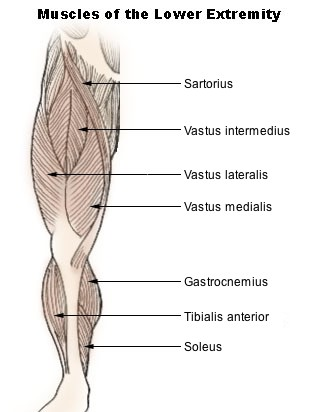
Muscles de la jambe, dont le mollet

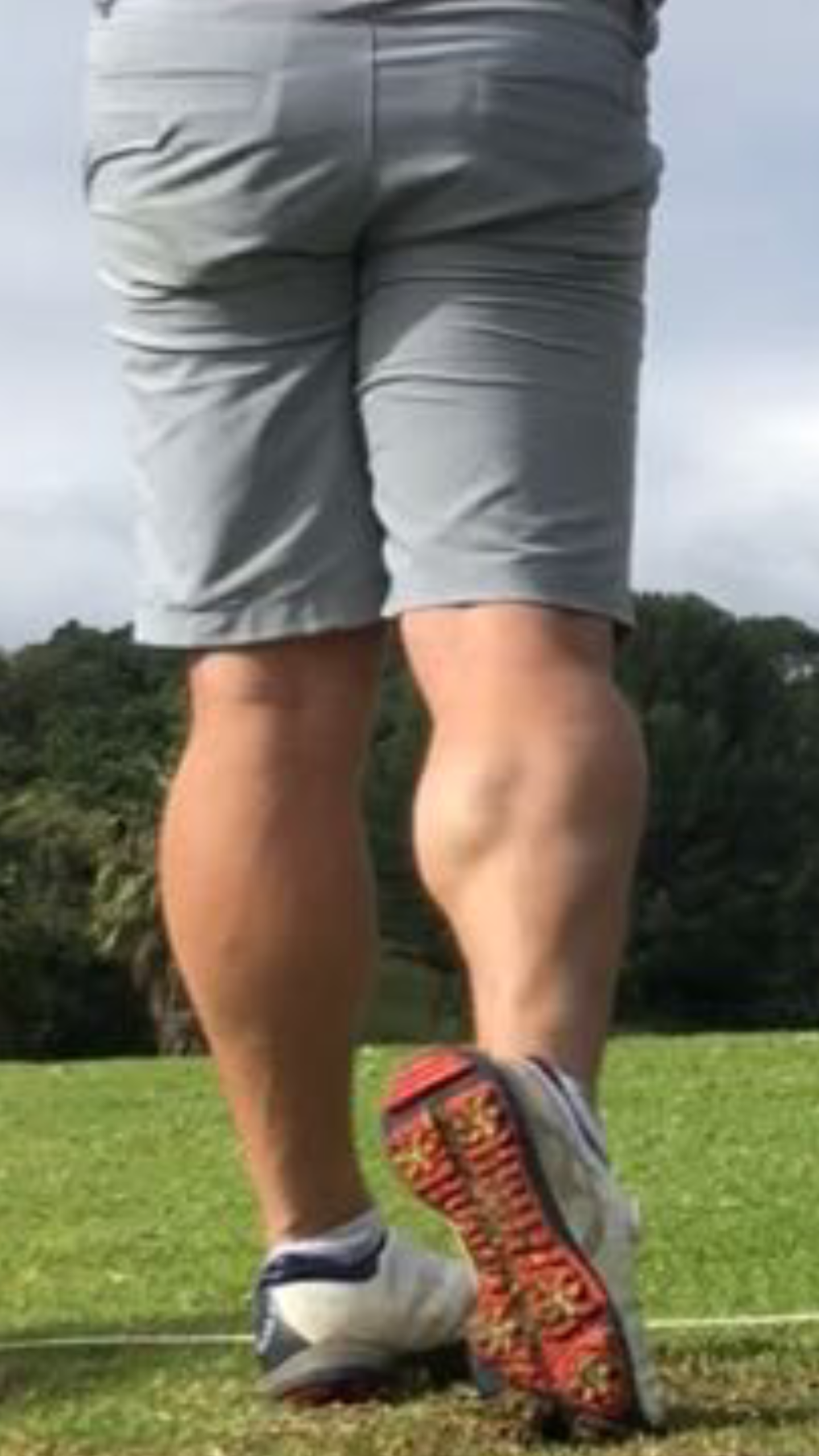
Un mollet vu de profil.

En anatomie humaine, le mollet désigne un ensemble de muscles situés entre le jarret (ou creux poplité) et le tendon d'Achille. Sa longueur et donc celle du tendon d'Achille sont variables selon le profil génétique de l'individu. Ainsi les coureurs de haut niveau ont la particularité d'avoir des mollets courts, voire très courts, et un long tendon d'Achille.
Sur le plan esthétique, c'est lui qui donne son relief à la face postérieure de la jambe. Durant la marche le mollet joue un rôle circulatoire important, la contraction des muscles jouant un rôle de pompe sur le flux sanguin.

## Anatomie
Le muscle triceps sural en arrière (muscle gastrocnémien latéral, muscle gastrocnémien médial et soléaire) et le groupe des muscles péroniers latéraux en dehors (long fibulaire et court fibulaire) constituent l'essentiel du volume du mollet, qui livre passage dans sa profondeur à l'artère tibiale postérieure et à l'artère péronière.

## Étymologie
Étymologiquement, le mollet vient de mol (mou). L'adjectif « sural », du latin sura (mollet), désigne ce qui est relatif au mollet.

## Longueur et performances sportives

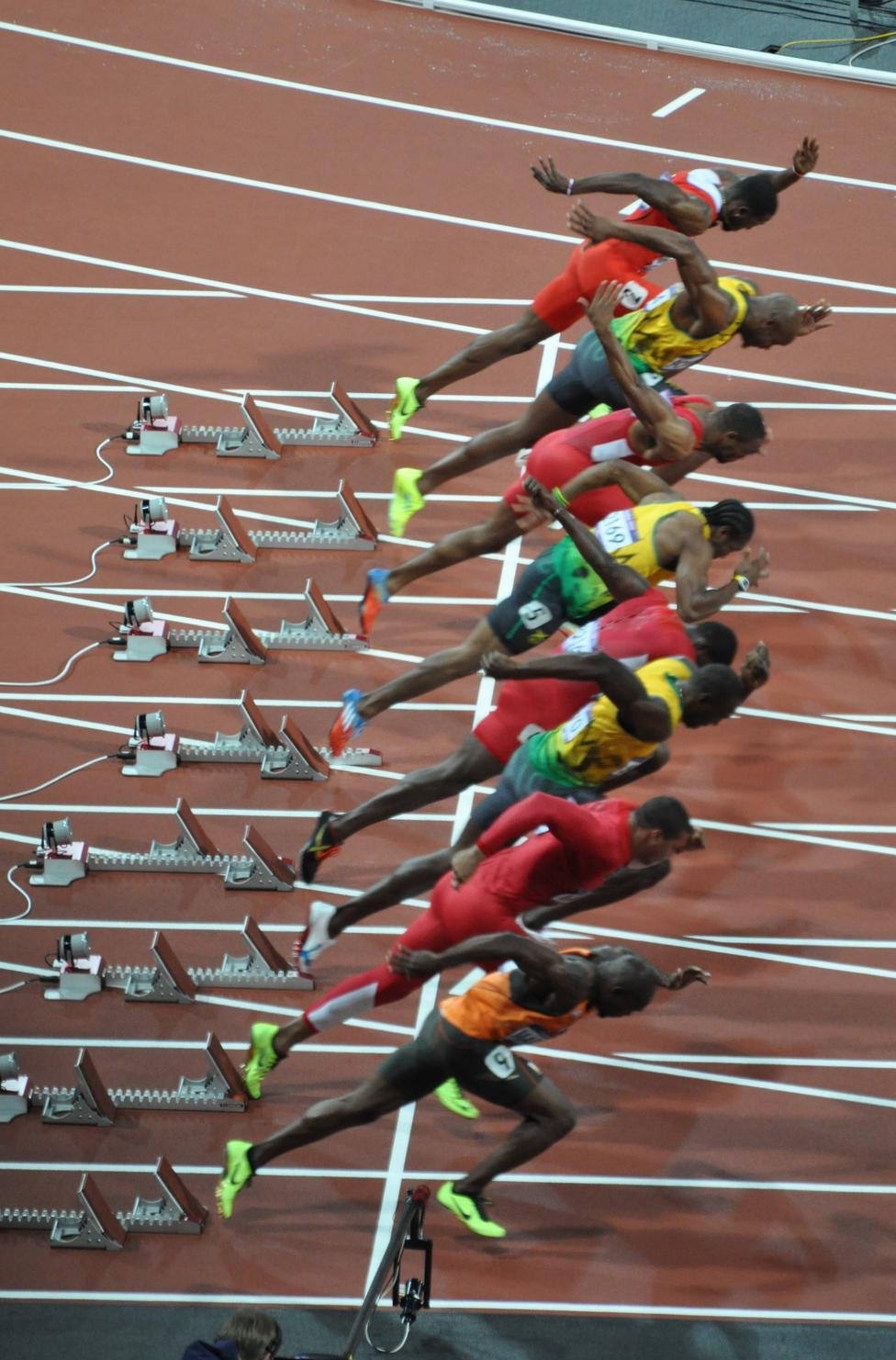
Final du 100 mètres aux jeux olympiques de Londres en 2012. La totalité des athlètes qualifiés dispose de longs tendons d'Achille et de mollets courts associés à une musculature fortement développée de la partie supérieure de la jambe.

La longueur du mollet est déterminée génétiquement et ne peut être modifiée par l'entraînement. L'activité sportive n'a d'effet que sur son épaisseur. Une longueur faible du mollet et donc un tendon d'Achille long améliorent les performances sportives des sprinters. Ainsi, à haut niveau, ces derniers ont la particularité d'avoir des mollets courts, voire très courts, et un long tendon d'Achille. Plus que la faible longueur du mollet, c'est celle, inversement corrélée, du tendon d'Achille qui améliore l'efficacité des coureurs. En effet, en course à pied, le tendon d'Achille permet d'emmagasiner de l'énergie lors du posé du pied pour la restituer ensuite lors de la propulsion,. Les individus aux tendons d'Achille longs se retrouvent donc avantagés. Pour ces sportifs, cette faible masse musculaire dans la partie inférieure de la jambe au profit des tendons contraste avec la musculature du reste du membre inférieur qui est habituellement très développée.

## Pathologies du mollet
Les caractéristiques anatomiques du mollet et les stress auxquels il peut être soumis (lors de la pratique de certains sports notamment) l'exposent à plusieurs pathologies d'origine traumatique et/ou circulatoire :
- le mollet est l'une des zones musculaires les plus sujettes aux crampes, notamment chez le sportif. La déshydratation et le manque de magnésium sont réputés augmenter le risque d'apparition de ce type de crampe. Les crampes idiopathiques (c'est-à-dire non expliquées) de la jambe affectent fréquemment le mollet, douloureusement, et le plus souvent la nuit. C'est le problème le plus fréquemment rencontré [6] ;
- thrombose veineuse profonde[7] ;
- syndrome des loges (ischémie musculaire du mollet (diminution de l'apport sanguin artériel à l'un des muscles du mollet, provoquant une hypoxie des tissus concernés), provoquée par une augmentation anormale de pression au sein d'une loge anatomique)[8],[9] ;
- rupture du tendon d'Achille ;
- varices ;
- un œdème est fréquent, associé à de nombreux cas idiopathiques. Dans une petite étude sur des ouvriers en bonne santé, le port de vêtement de compressions a contribué à réduire l'œdème et la douleur associée à un œdème[10]. Une autre petite étude ayant porté sur des coureurs, a conclu en 2009 que des bas de contention, portés à la hauteur du genou durant les courses, amélioraient nettement la performance sportive [11].

## Importance physiologique ou esthétique du mollet

### Diamètre du mollet comme indicateur?
La circonférence du mollet a été proposé et utilisé comme indicateur pour estimer ou prédire certains risques pour la santé.
- En Espagne, une étude ayant porté sur 22 000 personnes âgées (65 ans ou plus) a conclu qu'à cet âge, un petit périmètre du mollet était associé à un risque plus élevé de dénutrition[12].
- En France, une étude ayant porté sur 6 265 personnes âgées de 65 ans ou plus a trouvé une corrélation inverse entre circonférence du mollet et plaques carotidiennes[13].

### Aspects esthétiques
L'aspect du mollet semble avoir souvent préoccupé une partie de la gent masculine ou féminine. 
Historiquement, un mollet peu développé a été considéré par certains auteurs comme un signe de faiblesse ou d'infériorité  it is well known that monkeys have no calves, and still less do they exist among the lower orders of mammals (« il est bien connu que les singes n'ont pas de mollets, et encore moins existent-ils parmi les ordres inférieurs de mammifères »), pouvait-on lire en 1913 dans un précis d’anthropologie pédagogique de Maria Montessori.
Une pièce rembourrée, le faux mollet, était jadis[Quand ?] placée sur la partie postérieure de la jambe pour suppléer à un mollet insuffisant. La prothèse sous-cutanée a aujourd'hui remplacé le faux mollet[réf. nécessaire].